# George Mara
George Edward Mara (* 12. Dezember 1921 in Toronto, Ontario, Kanada; † 30. August 2006 in Cleveland, Ohio, USA) war ein kanadischer Eishockeyspieler. Bei den Olympischen Winterspielen 1948 gewann er als Mitglied der kanadischen Nationalmannschaft die Goldmedaille.   

## Karriere
George Mara begann seine Karriere als Eishockeyspieler 1937 am Upper Canada College. Weitere Mannschaften im Juniorenbereich waren die Toronto Marlboros sowie Toronto Telegram und Toronto Tip Top Tailors aus der Toronto Hockey League (TOHL). Im Seniorenbereich spielte er zunächst für die Militärmannschaft Toronto Navy aus der Senior Ontario Hockey League. Während des Zweiten Weltkriegs diente er als Lieutenant in der Royal Canadian Navy. In dieser Funktion spielte er auch für die Mannschaft der Halifax Navy. Zudem lief er bis 1947 für die Toronto Staffords und die University of Toronto Varsitiy Blues auf. 1948 repräsentierte er Kanada mit den RCAF Flyers bei den Olympischen Winterspielen. Nach dem Turnier stand er in zwei Spielen für die Toronto Barkers aus der TOHL auf dem Eis. In der Saison 1948/49 bestritt er sieben Spiele für die Montreal Royals in der Quebec Senior Hockey League, ehe er seine Karriere beendete. 
Im Anschluss an seine Eishockeykarriere war Mara als Geschäftsmann tätig und besaß seine eigene Firma, über die er Liquör verkaufte. Zudem engagierte er sich lange Zeit für wohltätige Zwecke. Im August 2006 starb er im Alter von 84 Jahren an den Folgen einer Herz-OP.  

### International
Für Kanada nahm Mara an den Olympischen Winterspielen 1948 in St. Moritz teil, bei denen er mit seiner Mannschaft die Goldmedaille gewann. Als Mannschaftskapitän trug er mit 26 Scorerpunkten, davon 17 Tore, zu diesem Erfolg bei.

## Erfolge und Auszeichnungen
- 1948 Goldmedaille bei den Olympischen Winterspielen